# 神戸レディースフットボールセンター
神戸レディースフットボールセンター（こうべレディースフットボールセンター）は、兵庫県神戸市東灘区の六甲アイランドにあるサッカーグラウンド。
サッカー日本女子代表「なでしこジャパン」の活躍により女子サッカーへの関心が高まっているが、神戸を本拠地として活動するINAC神戸レオネッサをはじめとして、女子サッカーチームの練習場所の確保は容易ではない状況に鑑み、神戸市が土地を提供し、公益財団法人神戸市スポーツ協会、一般社団法人兵庫県サッカー協会が事業主体となり、INAC神戸レオネッサの練習拠点、女子サッカー・女子スポーツの振興、六甲アイランドの地域振興を目的として2012年11月に開設された。
女子サッカーのため利用されるが、空きがある場合はその他の球技等の利用も可能である。

## 施設
- 敷地面積 19,000㎡
- 人工芝グラウンド1面(105m×68m)　練習グラウンド、ちびっこグラウンド併設
- クラブハウス1棟
- 夜間照明設備6基
- 観覧席250席

## 交通アクセス
- 六甲ライナー アイランドセンター駅 徒歩約5分

## 外部サイト
- 公式ウェブサイト